# 轴藜属
轴藜属（学名：Axyris）是藜科下的一个属，为一年生草本植物。该属共有6种，分布于亚洲中部及北部、欧洲东南部和美洲北部。